# 尾治針名真若比咩神社

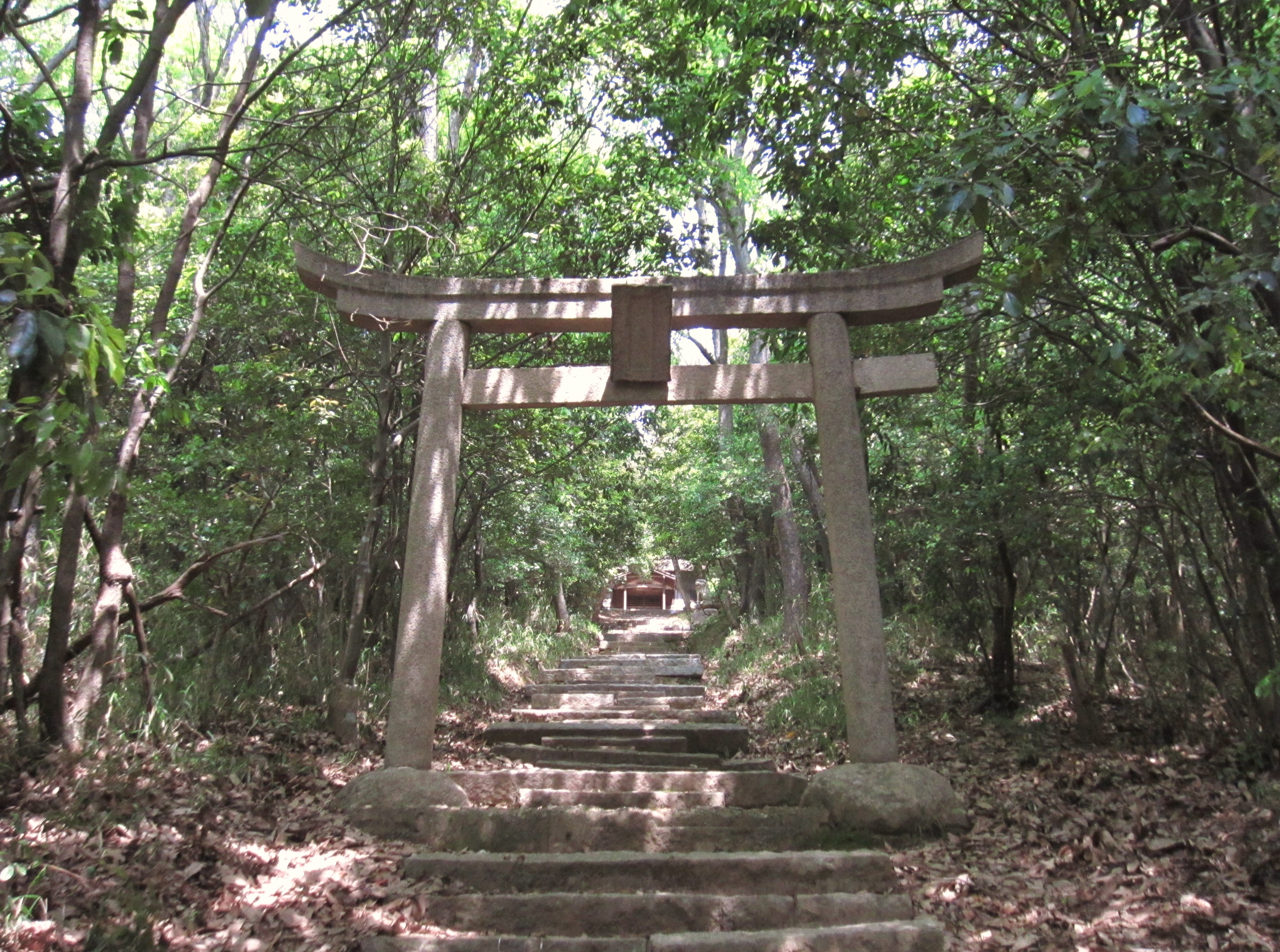
鳥居

尾治針名真若比咩神社（おじはりなまわかひめじんじゃ）は、岡山県岡山市北区にある神社。式内社後継社で、旧社格は村社。

## 祭神
- 尾治針名真若比咩命 （おじはりなまわかひめのみこと）

## 歴史
平安時代中期の『延喜式神名帳』には「備前国御野郡 尾治針名真若比咩神社」と記載され、式内社に列している。『備前国神名帳』では総社本に「尾張針田真若比女神社」、山本氏本に「従四位下尾張針田明神」と記載されている。
当社の付近には「半田山」と呼ばれる山があるが、これは「針田山」の誤りで「針田」の名称は当社から出たものという。当社はその社名から尾張氏との関係が示唆されているが、付近には同じく尾張氏ゆかりの式内社・尾針神社が鎮座することからもうかがえる。これに関して、尾張氏が尾張から西遷したとする説や、逆に吉備から尾張へ尾張氏が東遷していったという説がある。
ただし、かつて尾治針名真若比咩神社は現在の御崎宮（岡山市北区北方、北緯34度41分05.76秒 東経133度56分04.24秒）の地に祀られており、当地には天津神社が祀られていた。明治に入ってのち、尾治針名真若比咩神社が当地に移され天津神社は境内末社とされたという。
近代社格制度では村社に列した。

## 境内

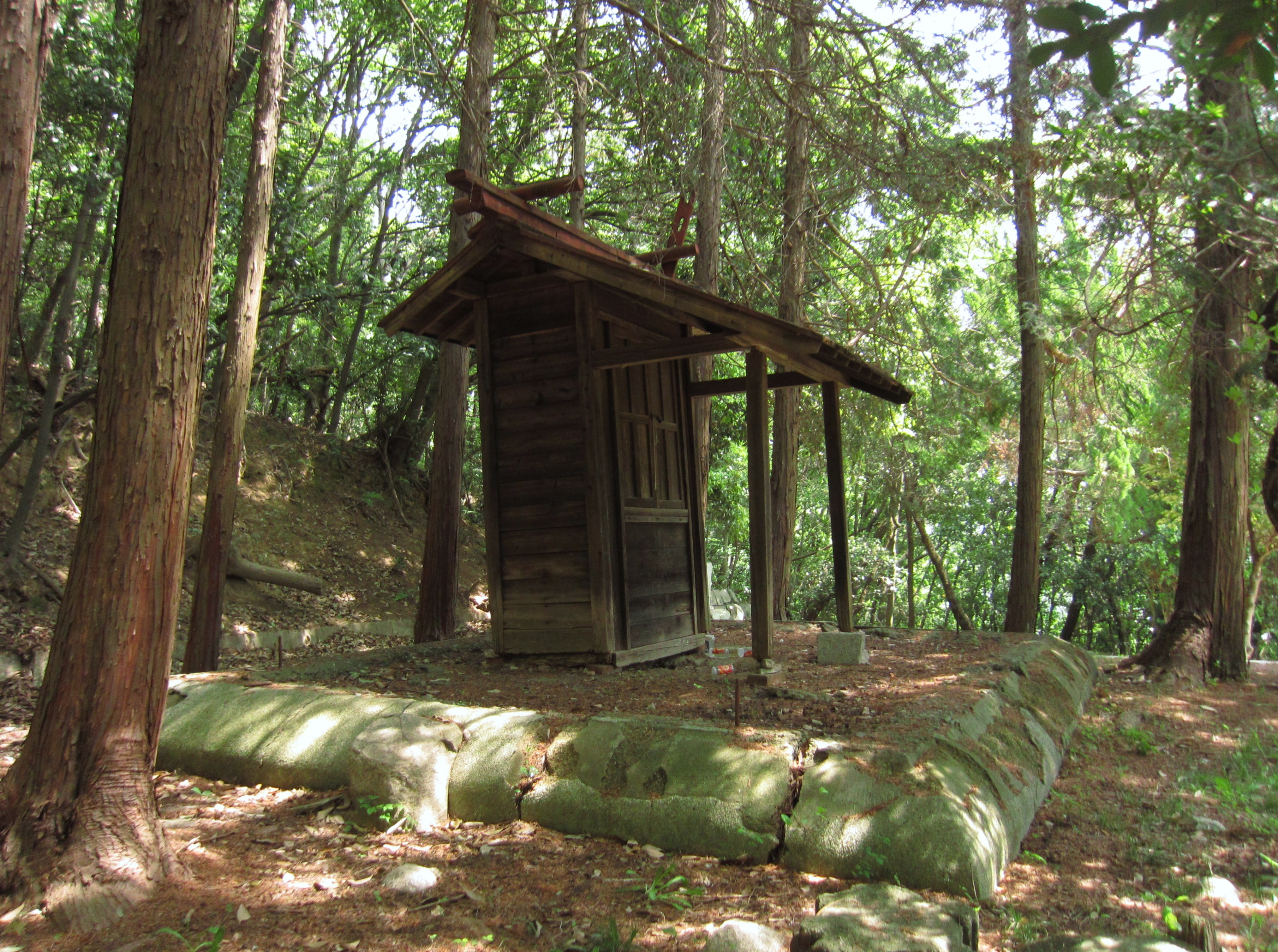
本殿
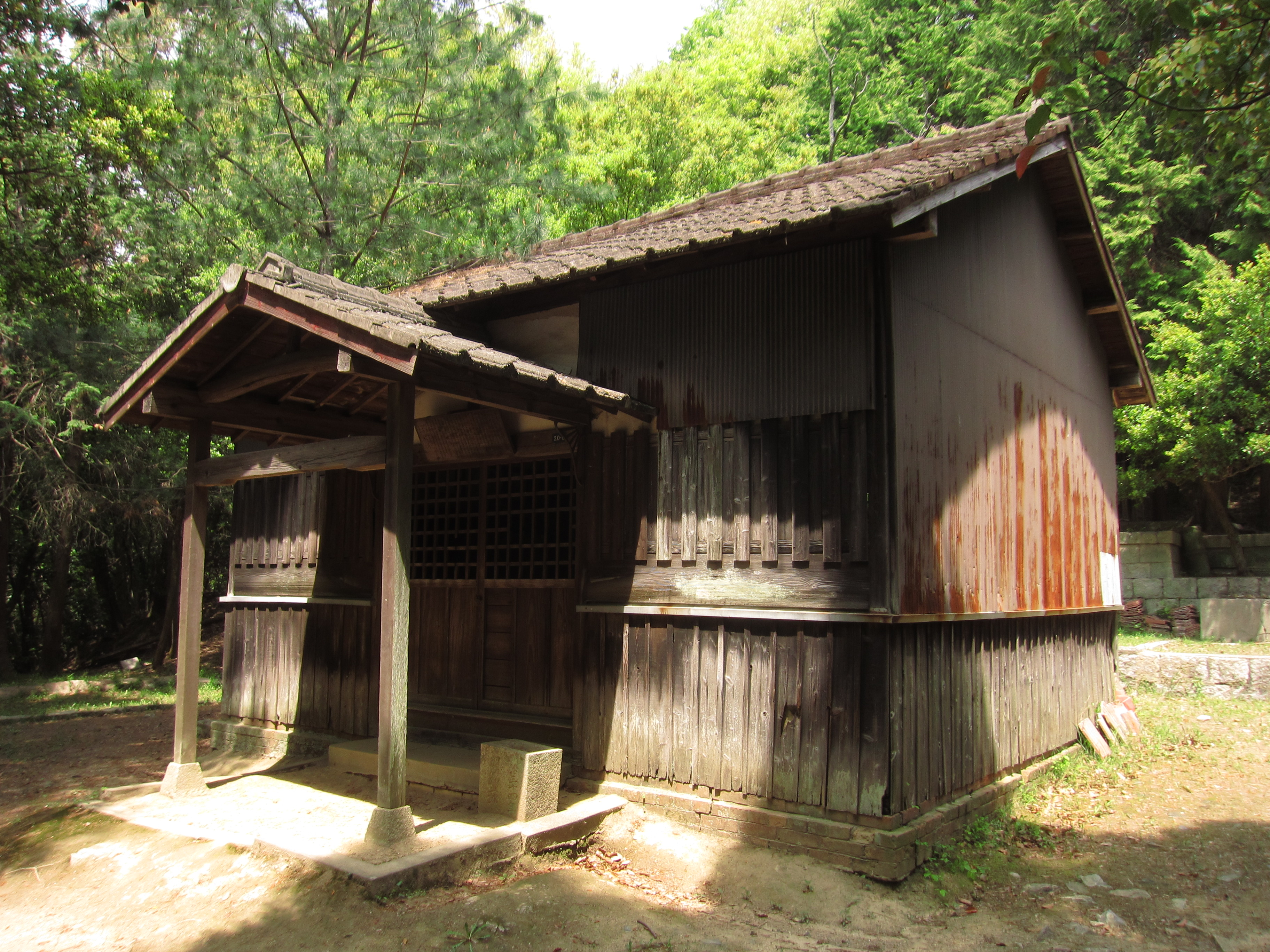
拝殿

## 祭事
- 秋祭 （10月26日）

## 現地情報
所在地
- 岡山県岡山市北区津島本町20-8

明誠学院高等学校裏手の山を300mほど登った地に鎮座する。